# Trussardi
Trussardi — відомий італійський модний бренд, який займається виготовленням одягу, взуття, аксесуарів і парфумерії.
Ключовими рисами продукції бренду стали динамічність, невимушеність, тонкий смак і природність.

## Історія
Історія марки починається в 1910 році в місті Бергамо. Тоді Данте Трусарді вирішив відкрити невелику торгову крамницю, де виготовляли і ремонтували рукавички. Майстерня досить швидко заручилася підтримкою постійних відвідувачів серед місцевого населення. Через роки, справа стала сімейною, внаслідок чого управління фірмою в 1970 році взяв на себе племінник засновника — Ніколо. Юний директор в той час здобув економічну освіту в університеті. Пізнання в цифрах і торгових питаннях будуть як ніколи актуальні для нього під час керування модним гігантом. Ніколо хотілося тримати під контролем всі деталі роботи: відбір матеріалів, використання сучасних технологій, особливості обробки шкіри. Сам він навіть брав участь в розробці ескізів майбутніх виробів.
У 1973 році з'явився відомий нині лейбл компанії: собака породи борзая з краваткою на шиї в смугастий принт. Таким чином, марка отримала велику популярність і стала синонімом тонкого смаку, благородства і статусності. Асортимент став поповнюватися зразками сумок, взуття, валіз, ременів, парасольок. Trussardi робить акцент на високу якість своїх товарів, різноманітність сировини, максимальну точність виготовлення модних виробів. Це стало для нього влучним і беззастережним попаданням в «десятку».
Свою роботу, Ніколо Трусарді вів не тільки на модному поприщі. Його стараннями був побудований Palatrussardi. Це просторий і красивий концертний зал, де свого часу виступали Френк Сінатра і Лайза Мінеллі. Далі, майстри марки займалися створенням стильних образів для оперних співаків. Заслуги і успіхи Трусарді були помічені і державними органами Італії.
У 1987 році, чоловік отримав Орден Великого Хреста. Через рік на Олімпійські ігри італійська збірна вирушила в формі від Trussardi. Ніколо мав ще безліч планів та ідей, але жахлива аварія в 1999 році обірвала життя талановитої і успішної людини. Продовжити справу батька взялися його діти — Беатріче і Франческо. На жаль, незабаром в сім'ї трапилася нова трагедія: в автокатастрофі гине син Франческо, так само як і його батько. Незважаючи на такі жахливі потрясіння, Беатріче і її мати Марія Луїза гідно продовжують справу, над якою працювали їхні чоловіки.

## Особливості стилю
1983 рік — виходить перша лінійка жіночого одягу, оформлена в стилі прет-а-порте. Вона була тепло зустрінута на головних подіумах країни. Стильна і сучасна колекція Trussardi Jeans запускається в 1988 році. Через рік, з'являється ще одне відгалуження для шанувальників активного способу життя — Trussardi Sport. В останньому реалізувалися революційні розробки фахівців модного будинку в сегменті міцних і функціональних матеріалів. Стильній молоді припала до душі серія T-Store, складена з оригінальних і яскравих моделей.
Одного разу, Ніколо прийшов до висновку, що пам'ятну крапку в будь-якому іміджі може поставити виключно вдалий парфюм. З 1980 року, модний будинок регулярно випускає яскраві ароматні композиції для чоловіків і жінок.
На сьогоднішній день, по всьому світу працює більше 180 іменних бутиків марки. Компанія власним успіхом і світовим визнанням продемонструвала, що надзвичайне відчуття прекрасного і постійне прагнення до ідеалу, можуть перетворити маленьку лавку в потужний грант модного простору.